# 申陽
申 陽（しん よう、生没年不詳）は、秦末期から楚漢戦争期にかけての武将。瑕丘（現在の山東省済寧市兗州区）の人。 
はじめは趙王武臣の配下で、瑕丘侯に封じられた。まもなく、武臣が配下の李良に弑されると、張耳の配下となり重用された。
紀元前207年秋7月に張耳の命で河南地方を占領して、項羽率いる楚の軍勢を出迎えた。
その後は、項羽に従軍した張耳に同伴して、秦の咸陽まで向かった。翌紀元前206年春1月に項羽が秦を滅ぼすと、申陽は河南地方を中心とした河南王に封じられた。
しかし、同年冬10月に漢王劉邦が、韓信を得て関中（漢中）から河南国を攻略すると、申陽は殷王司馬卬とともにそのまま劉邦に降った。劉邦は河南地方を河南郡に改称して、漢の直轄地とした。
翌紀元前205年に、他の諸侯の軍勢とともに、項羽の居城の彭城に向かったが、以降の申陽の動向は不詳である。
通俗小説の『通俗漢楚軍談』によると、睢水の戦いで項羽に討ち取られるということになっている。